# Kampfgeschwader zur besonderen Verwendung 3
3-тя бойова ескадра особливого призначення (нім. Kampfgeschwader zur besonderen Verwendung 3 (KGzbV 3) — спеціальна транспортна ескадра Люфтваффе за часів Другої світової війни.

## Історія
3-тя бойова ескадра особливого призначення була сформована у січні 1941 року. Ескадра не мала у своєму складі підпорядкованих груп транспортних літаків, і призначалася для керівництва угрупованням транспортної авіації в разі виникнення необхідності або під конкретне завдання.
6 квітня 1943 року ескадра була перейменована на 2-гу транспортну ескадру.

## Командування

### Командири
- генерал-майор Ульріх Бухгольц (нім. Ulrich Buchholz) (1 лютого 1941 — 15 січня 1943)
- Оберст Теодор Бекманн (нім. Theodor Beckmann) (1 лютого — 6 квітня 1943)